# 法納雷區

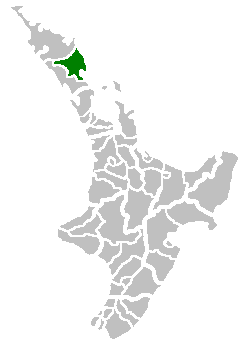

法納雷区，位于新西兰北岛，属北地大区。首府所在地为法納雷。旺阿雷区总面积2,855.40 km2，总人口79,000 (2009年6月估计)。法納雷区包含法納雷市以及Hukerenui, Hikurangi, Titoki, Ruakaka、Waipu诸镇。该区的主要机场为法納雷機場。